# Pepita Sárkányok SC
A Pepita Sárkányok SC egy 1991-ben alapított magyar női labdarúgócsapat volt. Székhelye Budapesten volt. 1992 és 2001 között hat alkalommal szerepelt az NB I-ben és három idényen át az NB II-ben.

## Története
1991-ben Budapesten alapították a klubot, melynek elnöke Asztalos János volt. A csapat hivatalos címe a VIII. kerületi Sárkány utca 11-ben volt. Az 1992–93-as idényben indult először az élvonalban. Egy nyolcadik, majd egy hetedik helyezés után az 1994–95-ös szezonban a 12. helyen végzett és kiesett az újonnan létrehozott másodosztályba. A második vonalban egy negyedik és egy ötödik helyezés után az 1997–1998-as idényben megnyerte az NB II-es bajnokságot és visszajutott az első osztályba. Az első két első osztály idényében az alsóházi szereplést érte és a csapat és hetedik illetve ötödik lett. A 2000–01-es idényben a negyedik helyen végzett. 2001 nyarán a nagypályás csapat megszűnt, mert átadta játékjogát az újonnan alakult MTK Hungária együttesének, amely a következő idényben a másodosztályban indult átvéve a megszűnt csapat játékosainak jelentős részét. A Pepita Sárkányok csapata ezt követően pár idényen át a futsal bajnokságban szerepelt.

## Eredmények
- NB II
  - bajnok (1): 1997–98

## Híres játékosok
| - Buj Emese - Bukovszki Jenőné |  | - Matskássy Imréné - Varró Erzsébet |

## Vezetőedzők
- Bukovszkiné Boros Piroska
- Petike János